# Valter
Pour les articles homonymes, voir Valter (homonymie).
Valter est un prénom masculin. C'est en particulier un prénom hongrois, mais pas exclusivement.

## Étymologie
Le mot est l'adaptation en magyar du prénom et nom allemand Walter, Walther, en vieux haut-allemand "Walthari" ("walt-", pouvoir et "hari" (*χarja) armée.

## Équivalents
- Waltere, Waldere, Walther, Walter, Wouter
- Gauthier, Gutierre, Galtiero

## Personnalités portant ce prénom
- Pour l'ensemble des articles sur les personnes portant ce prénom, consulter :
  - la liste des articles dont le titre commence par ce prénom
  - les listes produites par Wikidata : Liste des personnes de prénom « Valter » — même liste en incluant les éventuels prénoms composés qui contiennent « Valter ».

## Fête
Les "Valter" se fêtent le 16 juillet, et parfois le 8 avril.